# Hombre Fuerte
El Hombre Fuerte (inglés, Strong-Man) es un personaje Sueco que aparece en diferentes libros de historietas estadounidenses publicados por Marvel Comics.

## Biografía

### Bruce Olafsen
Bruce Olafsen nació en Estocolmo, Suecia, pero más tarde llegó a Estados Unidos Como miembro de largo plazo de la organización criminal del Circo del Crimen, Bruce funciona como el Hombre Fuerte de circo y levantador de pesas. Él tiene los bíceps y los dientes particularmente fuertes. Bruce fue asistido por primera vez en el Circo del Crimen para robar a las personas que asistieron al circo y fueron hipnotizados por Ringmaster con uno de los asistentes como Rick Jones. Cuando Hulk irrumpió a través de la tienda de campaña, Bruce y el resto del Circo del Crimen atacaron a Hulk en que Ringmaster logra hipnotizar a Hulk con el fin de ser parte de su próximo número de circo. Al día siguiente, Hulk logra liberarse del control de Ringmaster y derrota al Circo del Crimen antes de salir con Rick a la llegada del ejército de Thunderbolt Ross.
Bruce fue visto más tarde con Ringmaster cuando ha hipnotizado a Daredevil en servirle. Spider-Man se las arregla para liberar a Daredevil de la hipnosis, ya que ambos derrotan al Circo del Crimen.
Fue visto en el Circo del Crimen cuando Hawkeye, Quicksilver y la Bruja Escarlata querían unirse al circo, donde no eran conscientes de que era una cubierta para el Circo del Crimen. Bruce se une al Circo del Crimen para que huyeran cuando afirmaron que los tres superhéroes estaban tratando de robar su circo.
Cuando se presenta a sí mismo de esfuerzo al tratar de levantar un elefante, Ringmaster tuvo que contener las audiciones para un Hombre Fuerte temporal para cubrir a Bruce.
Bruce estaba presente cuando Ringmaster cuando forzó a Goliat Negro a unirse al Circo del Crimen y la lucha contra Luke Cage que lleva los dos de ellos a hipnotizar. Después él abrió la hipnosis en Luke Cage, luchó contra el resto del Circo del Crimen y liberó a Goliat Negro de su control, mientras gira la hipnosis contra ellos lo suficiente como para dejarlos a la policía.
Bruce fue con Ringmaster cuando el Circo del Crimen fue atacado por Hulk y los exmiembros del Circo del Crimen están en una isla desierta. Tras liberar a los exmiembros del Circo del Crimen, Hulk derrota al Circo del Crimen.
Bruce fue con el Circo del Crimen en el momento en jefe de pista había hipnotizado El Hombre Dragón en servirle. El Circo del Crimen es derrotado por Hulk de nuevo, donde lograron escapar.
Bruce fue con el Circo del Crimen cuando fueron vistos en Bagalia.
Durante la parte de "Apertura Salvo" de la historia del Imperio Secreto, El Hombre Fuerte estaba con el Circo del Crimen en el momento en que son reclutados por el Barón Zemo para unirse al Ejército del Mal.

### Percy van Norton
Percy van Norton tomó un suero que lo convirtió en un "humano perfecto" con una serie de habilidades sobrehumanas. Sin embargo, a pesar de que comenzó la lucha contra la delincuencia, algo salió mal y se volvió malo, para terminar luchando como un nazi como miembro de la Batalla de ejes. Percy van Norton se unió a la batalla del eje en su lucha contra los invasores. Al final de la batalla, van Norton y los otros miembros de la Batalla del Eje, fue derrotado y capturado.

### Escuadrón Araña del Fuerte
El tercer Fuerte aparece como miembro del Escuadrón Araña, en donde fueron utilizados por Anton DeLionatus en un plan para obtener dinero en efectivo de su proyecto fallido. Él junto con el Escuadrón Araña y Anton DeLionatus fue derrotado por Spider-Man.

## Poderes y habilidades
La versión de Bruce Olafsen no tiene poderes sobrehumanos, pero es fuerte y un luchador experto.
El medicamento que ingirió Percy van Norton le dio fuerza sobrehumana, destreza, resistencia y durabilidad.

## En otros medios

### Televisión
- La versión de Bruce Olafsen como Bruto el Fuerte, aparece en Las nuevas aventuras de Spider-Man, episodio "Carnaval del Crimen".
- Aparece en la primera temporada de Avengers Assemble, episodio "Crimen y Circo", con la voz de Adrian Pasdar. Él es visto como un miembro del Circo del Crimen.